# Llanes

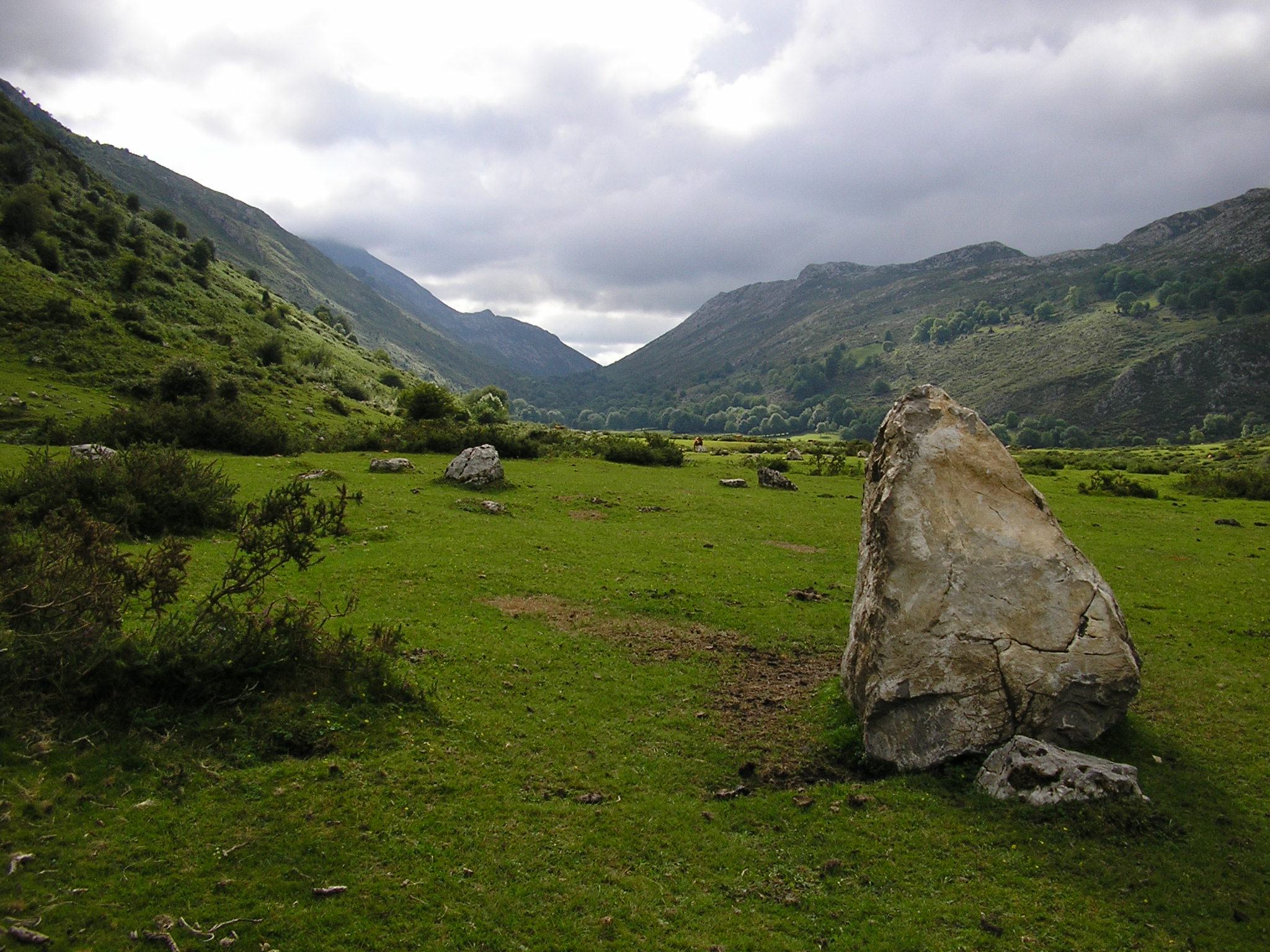
Landschaft (Yosa de Viango) südlich von Llanes

Los Cubos de la Memoria

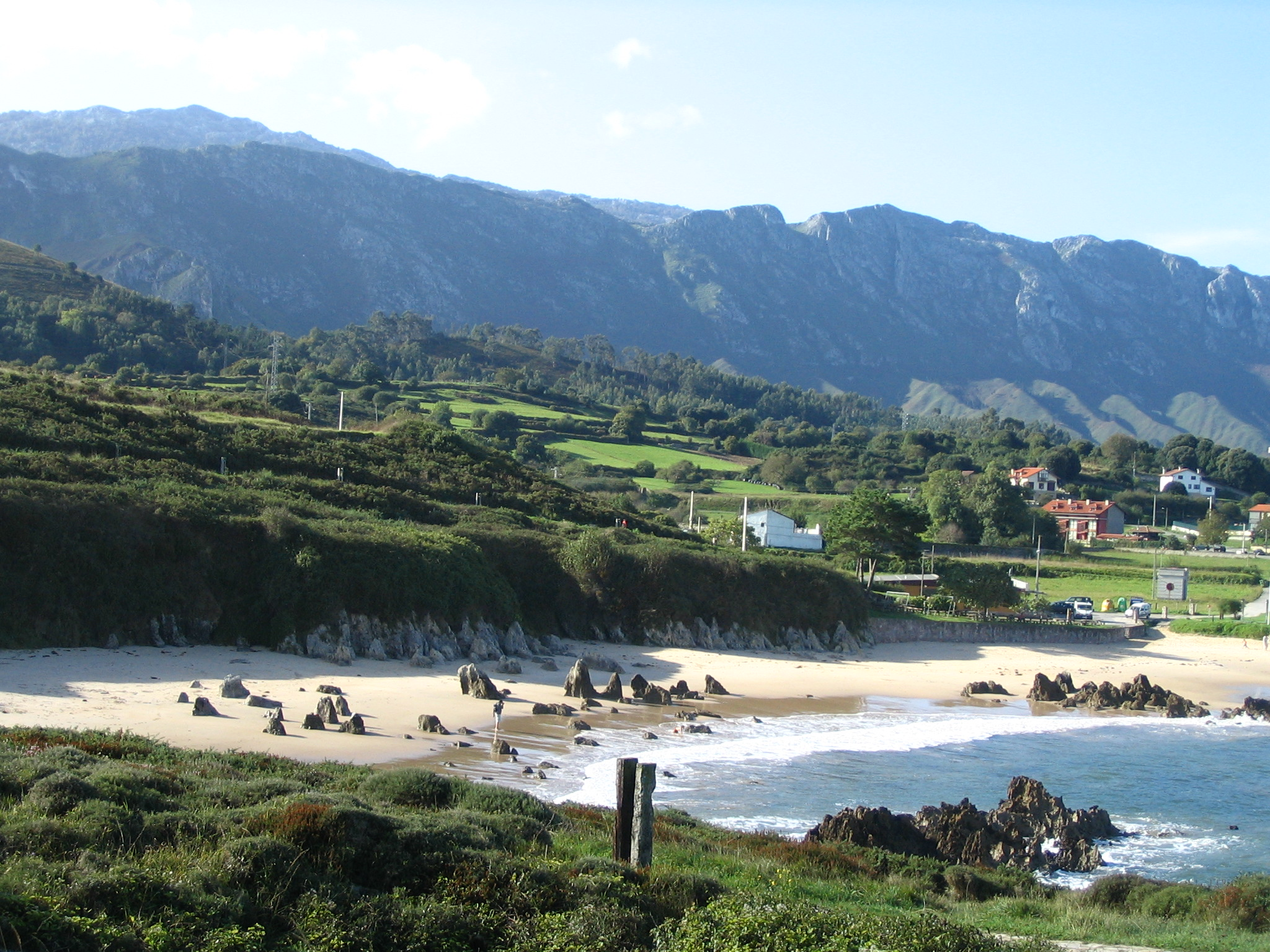
Playa de Toro

Llanes [ˈʎa.nəs] ist eine spanische Gemeinde (concejo in Asturien, entspricht dem municipio im übrigen Spanien) in der autonomen Region Asturien.

## Lage
Der Kreis Llanes wird begrenzt durch den Golf von Biscaya und die Kreise Onís, Cabrales, Peñamellera Alta und Peñamellera Baja, die höchste Erhebung ist die Peña Blanca mit 1.177 m. Die Kreisstadt Llanes liegt an der Küstenstraße A8 auf halbem Weg zwischen Gijón und Santander und hat 13.549 Einwohner (Stand: 2024).

## Geschichte

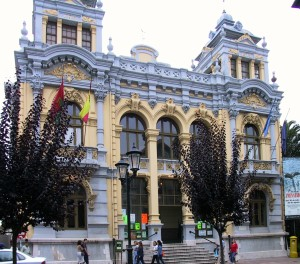
Ehemaliges Casino von Llanes (erbaut 1910, heute Kulturzentrum)

König Alfons IX. verlieh Llanes im Jahre 1206 die Stadtrechte. Teile der erhaltenen Stadtmauer stammen noch aus dieser Zeit.

### Fischerei
Llanes war einer der ersten Walfanghäfen außerhalb des Baskenlandes und Skandinaviens. Eine Gedenktafel erinnert heute in der Stadt an 65 Seeleute aus Llanes, welche die drei Schiffe segelten, die von der Stadt im Jahre 1588 für die Spanische Armada gestellt worden waren. Der Fischereihafen ist bis heute in Betrieb.

### Aeródromo de Llanes
Südöstlich von Llanes, am Südrand des Ortsteils Cués, befand sich während des Bürgerkrieges ein Feldflugplatz. Dieser wurde zunächst durch die Luftstreitkräfte der Republik Spanien benutzt. Nach Eroberung der von Osten vorrückenden nationalistischen Truppen des Generals Franco im September 1937 lag Llanes im von Franco kontrolliertem Gebiet des Landes. Der Flugplatz wurde umgehend durch die Truppen Francos und die deutsche Legion Condor beim weiteren Vormarsch während des Krieges im Norden benutzt. Hier lagen Jagdflieger der nationalsozialistischen Jagdgruppe 88 (J/88). Heute befindet sich auf dem Gelände ein Golfplatz.

## Wirtschaft und Tourismus
Neben dem Fischereihafen ist der wirtschaftliche Schwerpunkt der Stadt heute der Tourismus.
|                                   | Beschäftigte | Anteil in Prozent |
| --------------------------------- | ------------ | ----------------- |
| TOTAL                             | 5.214        | 100               |
| Ackerbau, Viehzucht und Fischerei | 546          | 10,47             |
| Industrie                         | 356          | 6,83              |
| Bauwirtschaft                     | 736          | 14,12             |
| Dienstleistungsbetriebe           | 3.576        | 68,58             |

Die Mehrzahl der Besucher stammt aus Spanien. Die Stadt bietet eine große Auswahl an traditionellen Geschäften und Restaurants, sowohl im Zentrum als auch in nahen Umland. Die Strandzone mit drei Stränden ist im Sommer sehr belebt. Der Binnenstrand Playa de Gulpiyuri gilt als kleinster Badestrand Asturiens. Eine besondere Attraktion ist der Paseo de San Pedro, ein Wanderweg über die Klippen. In Llanes ist außerdem ein bekanntes Werk des baskischen Malers Agustín Ibarrola, Los Cubos de la Memoria, ausgestellt, das die Betonquader darstellt, die den Hafen vor der Brandung schützen. Ein früher bestehendes Theater wurde vor einigen Jahren abgerissen; es befand sich oberhalb eines Flusses unmittelbar neben einer Mühle.
Nahe Llanes liegt das Dorf Porrúa, das für sein ethnographisches Museum bekannt ist, und das Dorf Celorio, das für sein Kloster und seine außergewöhnlich schönen Strände bekannt ist.

## Bevölkerungsentwicklung
Quelle: INE Grafische Aufarbeitung für Wikipedia 

## Politik
| Historische Entwicklung der Sitzverteilung im Gemeinderat von Llanes | Historische Entwicklung der Sitzverteilung im Gemeinderat von Llanes | Historische Entwicklung der Sitzverteilung im Gemeinderat von Llanes | Historische Entwicklung der Sitzverteilung im Gemeinderat von Llanes | Historische Entwicklung der Sitzverteilung im Gemeinderat von Llanes | Historische Entwicklung der Sitzverteilung im Gemeinderat von Llanes | Historische Entwicklung der Sitzverteilung im Gemeinderat von Llanes | Historische Entwicklung der Sitzverteilung im Gemeinderat von Llanes | Historische Entwicklung der Sitzverteilung im Gemeinderat von Llanes | Historische Entwicklung der Sitzverteilung im Gemeinderat von Llanes | Historische Entwicklung der Sitzverteilung im Gemeinderat von Llanes |
| -------------------------------------------------------------------- | -------------------------------------------------------------------- | -------------------------------------------------------------------- | -------------------------------------------------------------------- | -------------------------------------------------------------------- | -------------------------------------------------------------------- | -------------------------------------------------------------------- | -------------------------------------------------------------------- | -------------------------------------------------------------------- | -------------------------------------------------------------------- | -------------------------------------------------------------------- |
| Partei                                                               | 1979                                                                 | 1983                                                                 | 1987                                                                 | 1991                                                                 | 1995                                                                 | 1999                                                                 | 2003                                                                 | 2007                                                                 | 2011                                                                 | 2015                                                                 |
| PSOE                                                                 | 7                                                                    | 8                                                                    | 10                                                                   | 11                                                                   | 9                                                                    | 10                                                                   | 9                                                                    | 10                                                                   | 9                                                                    | 7                                                                    |
| FAC                                                                  |                                                                      |                                                                      |                                                                      |                                                                      |                                                                      |                                                                      |                                                                      |                                                                      | 5                                                                    | 4                                                                    |
| CD / AP / PP                                                         | 2                                                                    | 9                                                                    | 5                                                                    | 5                                                                    | 6                                                                    | 6                                                                    | 7                                                                    | 7                                                                    | 3                                                                    | 2                                                                    |
| PCE / IU / IU-BA / IU-Los Verdes                                     |                                                                      |                                                                      |                                                                      |                                                                      | 1                                                                    | 1                                                                    | 1                                                                    |                                                                      |                                                                      | 1                                                                    |
| UCD / CDS                                                            | 8                                                                    |                                                                      | 2                                                                    | 1                                                                    |                                                                      |                                                                      |                                                                      |                                                                      |                                                                      |                                                                      |
| ULLI                                                                 |                                                                      |                                                                      |                                                                      |                                                                      | 1                                                                    |                                                                      |                                                                      |                                                                      |                                                                      |                                                                      |
| VECINOSxLLANES                                                       |                                                                      |                                                                      |                                                                      |                                                                      |                                                                      |                                                                      |                                                                      |                                                                      |                                                                      | 3                                                                    |
| Total                                                                | 17                                                                   | 17                                                                   | 17                                                                   | 17                                                                   | 17                                                                   | 17                                                                   | 17                                                                   | 17                                                                   | 17                                                                   | 17                                                                   |

## Am Jakobsweg
Llanes ist eine Station am Jakobsweg, dem Camino de la Costa.

## Parroquias
Die Gemeinde ist in 28 Parroquias unterteilt.
| - Andrín - Ardisana - Barro - Caldueño - Carranzo - Celorio - Cue | - Hontoria - La Borbolla - Llanes - Los Callejos - Los Carriles - Malatería - Meré | - Naves - Nueva - Parres - Pendueles - Poo - Porrúa - Posada de Llanes | - Pría - Purón - Rales - San Roque del Acebal - Tresgrandas - Vibaño - Vidiago |

## Feste
An bekannten Festen in Llanes sind insbesondere zu nennen:
- La Magdalena im Juli
- San Roque (der Stadtheilige von Llanes) im August
- La Guía im September

Dabei ist La Guía ohne Zweifel das populärste und größte und meistbesuchte Fest. Die anderen Gemeinden des Kreises begehen außerdem Feiern zu Ehren ihre jeweiligen Ortsheiligen, wobei insbesondere das Fest La Hoguera in der Region Bedeutung erlangt hat.

## Persönlichkeiten
- Judit Romano (* 1982), Fußballschiedsrichterassistentin